# アビアンカ・エクアドル
アビアンカ・エクアドル（Avianca Ecuador）は、エクアドルの首都キトを拠点とする航空会社。コロンビアのアビアンカ航空の子会社である。

## 概要
1985年に「AeroGal」として設立され、ガラパゴス諸島への旅客輸送を開始した。2009年、アビアンカ航空の傘下に入り路線を拡大したが、社名は変更しなかった。2018年、現社名に変更した。
機材はエアバスA319とエアバスA320を使用している。